# Paradoxa de Richard
En teoria de conjunts, la Paradoxa de Richard apareix quan la teoria no està prou formalitzada. Va ser descrit pel matemàtic francès Jules Richard que la va comunicar per carta al director de la revista Revue Générale des Sciences Pures et Appliquées. Es va publicar al número del 30 de juny de 1905 a la revista, en forma d'article curt.

## Enunciat
La paradoxa s'enuncia de la següent forma:
«El conjunt dels nombres reals definibles amb un nombre finit de paraules és numerable. Però, aleshores, podem definir amb un nombre finit de paraules un nombre real diferent format a partir de l'enumeració dels elements d'aquest mateix conjunt. Per tant, existeix un nombre real que està definit en l'enumeració si, i només si, no hi està.»
El que posa de manifest la paradoxa és que allò que es defineix com una totalitat, no pot en cap cas formar-ne part, tal com passa amb la Paradoxa de Berry.